# Levi Meyerle
Levi Samuel Meyerle (Julho de 1849 – 4 de novembro de 1921) foi um jogador da Major League Baseball que jogou oito temporadas no beisebol organizado da época. Durante sua carreira jogou pelos times: Philadelphia Athletics da National Association, Cincinnati Reds e Chicago White Stockings da National League e Philadelphia Keystones da Union Association.

## Vida pessoal
Meyerle morreu na Filadélfia em 1921 e foi enterrado em Oakland Cemetery na mesma cidade.